# Roberto Durán (beisbolista)
Roberto Alejandro Durán (nacido el 6 de marzo de 1976 en Moca) es un ex lanzador izquierdo dominicano que jugó en las Grandes Ligas de Béisbol para los Tigres de Detroit. Lanzó dos temporadas con los Tigres en 1997 y 1998.
Durán fue firmado por los Dodgers de Los Ángeles en 1990 como amateur. El 14 de marzo de 1996, Durán fue seleccionado desde waivers por los Azulejos de Toronto. Nunca llegó a las mayores con los Azulejos y terminó siendo objeto de canje el 11 de diciembre de 1996 a los Tigres de Detroit por el jugador de liga menor Anton French. En Detroit Durán hizo su primera aparición en las Grandes Ligas el 7 de junio de 1997. Terminó el año habiendo aparecido en 13 juegos, y con una efectividad de 7.59 a través de 10⅔ entradas lanzadas.
En 1998, a la edad de 25 años, Durán apareció en 18 juegos para los Tigres. Perdió un partido y tuvo una efectividad de 5.87 en 15 entradas y un tercio. Después de esa temporada, el 1 de enero de 1999, los Expos de Montreal lo reclamaron fuera de waivers. Nunca volvió a jugar en las Grandes Ligas. Terminó su carrera con un récord de 0-1, una efectividad de 6.58, y ponchó a 23.
Durán juega actualmente para Langosteros de Cancún en la Liga Mexicana.